# 이회 (1567년)
이회(李薈,德水李氏 13世孫) 명종 22년 정묘년 10월 3일(1567) ∼ 인조 3년(1625) 을축년 정월6일. 조선 중기 무신. 본관은 덕수. 자는 무백(茂白). 조부는 덕연부원군 이정(李貞)이며, 충무공 이순신(李舜臣)의 장자이다. 정략장군 오위도총부 경력. 훈련원첨정. 통훈대부 임실현감. 증 통정대부 승정원 좌승지. 선무원종공신 1등 녹훈(1605).

## 생애
임진왜란(1592)이 발발하자 이순신 휘하에서 종군하였다. 한산도 해전, 명량해전, 노량해전 등에 참전하여 왜적을 무찔러 공을 세웠다. 노량해전(1598)에서 이순신이 『전방급신물언아사(戰方急 愼勿言我死)』를 남기고 전사하자 종형제인 이완(李莞)과 이 사실을 알리지 않고 독전하여 대승을 거두었다. 그러한 숨은 공로가 인정되고, 또한 아버지인 충무공 이순신이 2품직 승진하였으므로 국법에 따라 음보(蔭補)로 임실현감에 제수되었다. 곧 통훈대부(通訓大夫)가 되고 이어서 첨정에 승직되었다. 통정대부 승정원 좌승지에 추증되고 임진왜란의 공으로 선무원종공신(宣武原從功臣) 1등으로 책록(1605)되었다. 인조 3년(1625) 을축년 정월6일 향년 59세로 별세. 
배위는 증 숙부인 광산김씨로 아버지는 첨지 중추부사 김정휘이다. 기일은 6월1일이다. 2남 1녀를 두었으며 장자는 이지백(李之白)이다. 차남 이지석(李之晳)은 충무공 차남 이예(李䓲)의 양자로 입적하여 후사를 이었다.

## 평가
1592년(선조 25) 임진왜란이 일어나자 아버지인 이순신(李舜臣)을 따라 한산도해전을 비롯하여 여러 해전에 참가하여 공을 세웠다. 그는 해전에서 뚜렷한 전투공로는 없었으나, 통제사인 아버지를 도와 진중처사에서 자세한 분야에 이르기까지 뒷바라지를 하여 무장들이 불편없이 전투에 임할 수 있도록 배려하는 등 숨은 공로가 많았다.
충무공 이순신은 난중일기에 자식들과 조카들의 전투수행 과정을 기록하지는 않았다. 다만 장자인 이회(李薈)와 종형제인 이봉(李菶)과 이해(李荄)가 왜란 후 선무원종공신에 녹훈된 사실은 7년동안 이어진 왜란에서 그들이 각종 전투에 함께 참전하여 왜적을 무찌르는 등의 공로가 적지 않다는 것을 증명한다. 
특히 조선왕조실록 노량해전 부분을 참고하면 충무공 이순신은 가문의 절손 위험이 있음에도 위기에 처한 조선을 구하기 위하여 대장선에 장자인 이회(李薈), 차남 이예(李䓲), 조카 이완(李莞) 등을 승선시켜 전투에 임한 것을 알 수 있는데 이러한 우국충정의 정신은 후세에 전승되어 많은 무반을 배출하는데 영향을 미쳤다.
충무공 이순신의 장자인 이회(李薈)의 혼인시기는 충무공유사를 참고하였을 때 29세가 되는 1595년 1월 21일이며 당시 기준으로 상당히 늦게 혼인하였다. 이회의 장인은 난중일기에 등장하는 은진의 김정휘로 <<광산김씨양간공파세보>>에 따르면 양간공파 파조 김연(金璉)의 12대손으로 조부와 아버지의 묘가 모두 은진에 있어 <<덕수이씨세보>>와 함께 교차 확인 가능하다. 혼인시기가 늦은 이유는 전란의 영향도 있겠지만 일찍이 고인이 된 두 형의 자식들인 조카들을 챙기고 수령이나 장수로 지방에서 임무를 충실히 하다 그렇게 되었다고 볼 수 있다. 이는 충무공 이순신의 인품을 간접적으로 보여 줄 수 있는 일화이기도 하다.
현존하는 충무공 이순신의 후손은 서자인 이훈(李薰)의 손을 제외하고 모두 장자인 이회(李薈)의 직계 후손이다.

## 가족 관계
- 증조부 : 이백록(李百祿), 선교랑 평시서 봉사
- 증조모 : 초계 변씨(草溪卞氏), 변성(卞誠)의 딸
  - 조부 : 증 좌의정 덕연부원군(德淵府院君) 이정(李貞, 1511~1583)
  - 조모 : 증 정경부인 초계 변씨(草溪卞氏, 1515~1597) - 변수림(卞守琳)의 딸
    - 백부 : 이희신(李羲臣, 1535~1587), 증 병조참판
    - 숙부 : 이요신(李堯臣, 1542~1580), 증 호조참판동의금부사
    - 부 : 이순신(李舜臣, 1545~1598), 효충장의적의협력선무공신 덕풍부원군(德豐府院君) 증(贈) 좌의정, 가증(加贈) 영의정, 시호 충무(忠武)
    - 모 : 정경부인 상주 방씨(尙州 方氏; 온양 방씨)
      - 본인 : 이회(李薈, 1567~1625) 선무1등공훈, 훈련원 첨정, 증 승정원 좌승지
      - 부인 : 증 숙부인 광산김씨(첨지 중추부사 김정휘의 딸)
        - 장남 : 이지백(李之白, 1596~1671)
        - 차남 : 이지석(李之晳, 1612~1679, 이예(李䓲)의 양자로 입적
        - 딸 : 덕수이씨

      - 동생 : 이예(李䓲, 1571~1631) 형조정랑, 증 승정원 좌승지
      - 부인 : 증 숙부인 신창맹씨(판관 맹유길의 딸)
        - 조카 : 이지석(李之晳, 1612~1679) 生父 이회(李薈)

      - 동생 : 이면(李葂, 1577~1597) 증 이조 참의, 정유재란시 왜군과 교전 중 전사

    - 모 : 해주 오씨(海州吳氏; 해주 오씨) 
      - 동생 : 이훈(李薰, 1574~1624) 무과, 증 병조참의, 이괄의 난 진압 중 전사
      - 제수 : 증 숙부인 순천김씨(김춘여의 딸)
        - 조카 : 이지구(李之龜)

      - 동생 : 이신(李藎, 미상~1627) 무과, 증 병조참의, 정묘호란시 종형제 이완과 함께 전사

    - 숙부 : 이우신(李禹臣, 미상), 참봉

## 문헌
李薈 字茂白 一五六七年明宗丁卯十月三日生 歷都摠府經歷訓 練院僉正 通訓大夫 任實縣監以宣武一等原勲 贈 通政大夫 承政院左承旨 一六二五年仁祖乙丑正月六日卒 ▶墓陰峰面山亭里忠武公墓西錦城山下西坐有表石 配贈淑夫人 光山金氏 父僉知 中樞府事挺輝 祖錙左議政光山府院君國光玄孫 外祖叅奉平壤趙錫哲 忌六月一日▶墓袝